# Okręg wyborczy Hume
Okręg wyborczy Hume (ang. Division of Hume) – jednomandatowy okręg wyborczy do Izby Reprezentantów Australii, położony w stanie Nowa Południowa Walia.
Pierwsze wybory odbyły się w nim w 1901 roku, a jego patronem jest odkrywca Hamilton Hume (1797–1873).
Od 2013 roku posłem z tego okręgu był Angus Taylor z Liberalnej Partii Australii.

## Lista posłów
Lista posłów z okręgu Hume:
| okres urzędowania | poseł            | przynależność                     |
| ----------------- | ---------------- | --------------------------------- |
| 1901–1909         | William Lyne     | Partia Protekcjonistyczna         |
| 1909–1913         | William Lyne     | niezależny                        |
| 1913–1917         | Robert Patten    | Związkowa Partia Liberalna        |
| 1917              | Robert Patten    | Nacjonalistyczna Partia Australii |
| 1917–1919         | Franc Falkiner   | Nacjonalistyczna Partia Australii |
| 1919–1931         | Parker Moloney   | Australijska Partia Pracy         |
| 1931–1943         | Thomas Collins   | Partia Agrarna                    |
| 1943–1949         | Arthur Fuller    | Australijska Partia Pracy         |
| 1949–1951         | Charles Anderson | Partia Agrarna                    |
| 1951–1955         | Arthur Fuller    | Australijska Partia Pracy         |
| 1955–1961         | Charles Anderson | Partia Agrarna                    |
| 1961–1963         | Arthur Fuller    | Australijska Partia Pracy         |
| 1963–1972         | Ian Pettitt      | Partia Agrarna                    |
| 1972–1974         | Frank Olley      | Australijska Partia Pracy         |
| 1974–1975         | Stephen Lusher   | Partia Agrarna                    |
| 1975–1982         | Stephen Lusher   | Narodowa Partia Agrarna           |
| 1982–1984         | Stephen Lusher   | Narodowa Partia Australii         |
| 1984–1993         | Wal Fife         | Liberalna Partia Australii        |
| 1993–1998         | John Sharp       | Narodowa Partia Australii         |
| 1998–2013         | Alby Schultz     | Liberalna Partia Australii        |
| od 2013           | Angus Taylor     | Liberalna Partia Australii        |